# Okręg wyborczy North Lanarkshire
Okręg wyborczy North Lanarkshire powstał w 1868 r. i wysyłał do brytyjskiej Izby Gmin jednego deputowanego. Okręg położony był w szkockim hrabstwie Lanarkshire. Został zlikwidowany w 1885 r., ale przywrócono go w 1918 r. Ostatecznie został zniesiony w 1983 r.

## Deputowani do brytyjskiej Izby Gmin z okręgu North Lanarkshire

### Deputowany w latach 1868–1885
- 1868–1885: Thomas Colebrooke

### Deputowani w latach 1918–1983
- 1918–1922: Robert McLaren, Szkocka Partia Unionistyczna
- 1922–1924: Joseph Sullivan, Partia Pracy
- 1924–1929: Alexander Sprot, Szkocka Partia Unionistyczna
- 1929–1931: Jennie Lee, Partia Pracy
- 1931–1945: William Anstruther-Gray, Szkocka Partia Unionistyczna
- 1945–1970: Margaret Herbison, Partia Pracy
- 1970–1983: John Smith, Partia Pracy